# 윤민 (가수)
윤민(본명: 조윤민, 1996년 9월 13일 ~ )는 대한민국의 가수이다. 록밴드 터치드의 보컬이다.